# 谢林港镇
谢林港镇，是中华人民共和国湖南省益阳市赫山区下辖的一个乡镇级行政单位。

## 行政区划
谢林港镇下辖以下地区：
福竹社区、猫村、中山村、石港湾村、凤形山村、涧山村、楠木塘村、清溪村、高桥村、北峰山村、石湖村、鸦鹊塘村、复兴村、清塘村、玉皇庙村、谢林港村和青山村。